# 斑蝥素
斑蝥素是一种有机化合物，为一种无味、无色的萜类脂肪物质，由多种芫菁科昆虫分泌。
它可以二甲基马来酸酐和呋喃为原料反应，再经催化氢化制得。